# 金阊区
金阊区是中国江苏省苏州市曾经所辖的一个市辖区，位于苏州市古城区西北部。金阊区以东为护城河和十字洋河，与平江区为邻；以西为枫桥西运河，运河对岸为苏州高新技术产业开发区；以南与沧浪区的边界为小日晖桥河、三香路、桐泾河东岸和里双河南岸；以北与相城区的边界为三角嘴河河道中心线。总面积为35.7平方公里，2004年人口为37万。现金阊区已被并入姑苏区。

## 历史
1949年9月，苏州市划为东、西、南、北、中五个区。
1955年9月21日，城区改名，以西区改为金阊区。10月1日，使用新区名。
1963年3月，金阊区、桃坞区合并为金阊区。
1966年8月，金阊区改称延安区。
1980年6月9日，江苏省人民政府批准苏州市延安区改名金阊区。
2012年，国务院国函[2012]102号文件批复同意撤销苏州市沧浪区、平江区、金阊区，设立苏州市姑苏区，以原沧浪区、平江区、金阊区的行政区域为姑苏区的行政区域。姑苏区人民政府驻苏锦街道平川路510号。

## 旅游
金阊区有虎丘等著名景点，世界文化遗产留园和寒山寺、西园寺等著名寺庙。此外还有白居易主持建设的七里山塘，沿途有通贵桥、新民桥、普济桥、玉涵堂、许宅、消防会馆、五人墓等景点。

## 文化
金阊区的南浩街每年农历四月十四举行“轧神仙”活动，每年吸引100万人次参与。此外还有正月初五接财神、正月十五闹元宵、农历二月十二山塘百花节、金秋虎丘庙会、寒山寺新年听钟声、西园“烧头香”、石路邻里节、山塘风情节、彩香文体节等金阊区十大民俗文化活动。

## 行政区划
金阊区辖5个街道：沧浪街道、吴门桥街道、双塔街道、平江街道、苏锦街道、金阊街道、白洋湾街道和虎丘街道。